# 體位
在醫療、看護中，體位意指身體的姿勢及位置。在進行健康照護，手術，或生產時，醫護人員會依需求，讓病患保持在特定的位置。在病患有呼吸困難，或心臟衰竭等症狀時，需要特別注意其體位。
體位也可以被當成是在健康檢查中，對身體健康情況的一種分級方式。常見的分類，是以體重及體脂肪等指標，將病患分為三級體位（過重，適中，過輕）。在中華民國兵役制度中，役男在服役前，要先經醫生檢查，判定其體位，以決定他是否適合服役。